# 雪碧零卡
雪碧零卡（英語：Sprite Zero）是一種無色的檸檬-萊姆汽水，由可口可樂公司出品。此飲料是雪碧的無糖版本。

## 歷史
這種無糖飲料最初於1974年以「無糖雪碧」（ Sugar Free Sprite）這個名字開始生產製造。於1983年更名“健怡雪碧”（Diet Sprite），有些國家則更名為“雪碧 Light”（Sprite Light）。而“雪碧零卡”這個名字則是於2002年在希臘首次使用，於同年，全球的“雪碧Light”全部都更名為“雪碧零卡”。

## 成分
以下為中國地區的雪碧零卡所使用的成分：
水、二氧化碳、檸檬酸、檸檬酸鉀、苯甲酸鈉、阿斯巴甜（含有苯丙氨酸）、安賽蜜、蔗糖素、食用香精。

## 營養成分
以下是中國地區的雪碧零卡包裝上的營養標示：
每100毫升
| 軟性飲料 | 卡路里 | 脂肪 | 鈉     | 碳水化合物 | 糖  |
| -------- | ------ | ---- | ------ | ---------- | --- |
| 雪碧零卡 | 0      | 0克  | 13毫克 | 0克        | 0克 |